# Castell de Ribes de Freser
Castell de Ribes de Freser és una obra del municipi de Ribes de Freser (Ripollès) declarada bé cultural d'interès nacional.

## Descripció
El castell està situat sobre un turó que domina tota la vall a la part alta del poble de Ribes. Aquest castell està molt destruït, només en resten paraments de pedra baixos. Actualment, es compon d'una torre mig enrunada i espoliada dels elements arquitectònics de les finestres. També conserva algun llenç de murs, amb arcs de descàrrega i algunes naus soterrades.
La morfologia del castell és bastant complexa, adaptant-se a la topografia natural, així doncs, la construcció presenta murs de contenció amples, disposició en forma de terrasses, reompliments dels fons de les habitacions que tenen la roca de base en pendent forta, desguàs d'aigües de pluja: sistema de canalització a través de la roca retallada, obertures en els murs. El costat N-W, que és més accessible, és defensat per una torre.
El perímetre del castell és poligonal, adaptat a la forma del contorn de la penya. La part N és la més conservada (queden tres pisos de la torre dempeus).

## Història
Aquest castell es troba en un punt estratègic situat, en el moment que en comencem a tenir dades documentals, a la frontera entre el comtat de la Cerdanya i el de Besalú, dominant la via d'accés més directa a la vall cerdana. Els seus orígens són foscos, ja que en tenim notícies en època força tardana. Es pot afirma que es va bastir entorn del tercer quart del segle xi. En els seus inicis devia ser una petita torre, com molts castells roquers del nostre país.
La primera notícia relativa a l'existència d'un senyor al Castell de Ribes és de l'any 1140, quan Galceran de Sales prestà homenatge a Ramon Berenguer IV, comte de Barcelona, que devia mantenir un important control sobre la zona.
La unió dels comtats de Besalú i de Barcelona l'any 1111 comportà una pèrdua de la importància estratègica d'aquesta fortificació, en perdre el seu paper de fortalesa de frontera. Probablement aquesta és la causa que es tinguin poques dades del període immediatament posterior. La següent referència apareix l'any 1194, quan el rei Alfons el Cast cedeix en el seu testament els molins que tenia al terme del Castell de Ribes al Monestir de Ripoll. Això no obstant, el seu fill pactà amb aquest cenobi la repartició d'aquests molins, i es va reservar el que quedava sota el castell, atès que el molí era un monopoli feudal i li permetia mantenir el control sobre els pagesos que estaven obligats a dur-hi el seu gra a moldre.
Posteriorment, el Castell de Ribes va recuperar novament la seva importància estratègica, com a conseqüència dels canvis polítics i dinàstics que s'esdevingueren després de la mort de Jaume I. En aquest moment la Vall de Ribes esdevingué part de l'efímer Regne de Mallorca, essent altra vegada terra de frontera entre dues monarquies catalanes. Aquest castell va ser, al llarg d'aquest període, una fortalesa de primer ordre dins els conflictes armats que oposaren els dos casals. Mostra d'això és que l'any 1289, en previsió d'una ofensiva del rei de Mallorca, el rei Alfons II inicià un atac preventiu a les terres del seu parent i enemic. L'actuació consistí en una invasió de la Cerdanya, que requerí primer l'expugnació del Castell de Ribes, que va resistir un setge de quinze dies. El castell va passar a mans del comte de Barcelona, esdevenint una defensa avançada del Principat, juntament amb les altres fortificacions d'aquesta vall.
En un document realitzat l'any 1292 pel rei Jaume II es parla d'aquest castell com una fortificació formada per una torre i una bastida. Probablement, en aquesta època, era una torre de pedra envoltada d'obres defensives de fusta.
Posteriorment, el castell fou retornat al Regne de Mallorca, mitjançant el tractat de pau d'Anagni, i continuà a les mans d'aquest regne fins a l'any 1343. En el moment de reincorporar-se a la Corona d'Aragó, en una inspecció a les fortaleses i castells dels comtats del Rosselló i la Cerdanya, encarregada pel rei al procurador Ermengol Martí l'any 1369, es constata que el castell es trobava ensorrat i en procés de reconstrucció. Aquestes obres continuaven l'any 1374, quan el governador general del Rosselló i la Cerdanya, Pere Galceran de Pinós, ordenà al veguer de Ribes que s'apoderés dels béns dels hereus de Francesc de Ribes, senyor de la zona, per tal de continuar les obres ordenades pel mateix veguer al castell. El mateix any, l'hereu del Regne de Mallorca, amb un exèrcit de 6000 mercenaris, envaí el Principat i posà setge a Ribes, sense aconseguir expugnar-lo.
Devia ser en aquestes dates quan el castell va agafar la fesomia actual. En concret, es devia aterrassar la zona, anivellant el terreny amb dues terrasses inferiors que s'afegiren a la construcció original, alhora que s'excavà un fossat, utilitzat al mateix temps com a pedrera.
Al segle xv, malgrat que no hi ha cap document que ho confirmi, sens dubte, devia patir importants desperfectes durant els terratrèmols que afectaren Catalunya. Durant la guerra entre Joan II i la Generalitat trobem algunes referències, encara que escadusseres, sobre el castell que, juntament amb la vall de Ribes, feu costat al monarca.
Posteriorment, no tenim noves dades fins al segle xvii, quan sembla que s'hi varen realitzar noves obres per adequar-lo per a la defensa. La monarquia hispànica, en aquesta època, va condicionar les fortaleses medievals preexistents per formar una nova xarxa de fortificacions frontereres. França va voler evitar-ho derruint i dinamitant de forma sistemàtica cadascun d'aquests punts, per tal de deixar la Catalunya sota sobirania espanyola oberta a les incursions dels seus exèrcits. Caldria relacionar l'abandó d'aquest castell amb aquesta dinàmica a la zona. Possiblement es pot relacionar la destrucció d'aquest castell amb la de les properes coves de la Corda, que sabem que foren dinamitades per l'exèrcit francès l'any 1689.
Finalment, amb posterioritat, només es detecta una ocupació puntual del turó a mitjans del segle xix, quan és utilitzat puntualment com a cementiri provisional, del qual s'han localitzat més d'una vintena d'enterraments, majoritàriament d'infants i adolescents.
El Servei de monuments de la Diputació de Girona, des de l'any 2007, hi ha realitzat diverses campanyes d'excavació i consolidació.